# Flughafen Kisumu

i7
i11
i13
Der Kisumu Airport (IATA-Code: KIS, ICAO-Code: HKKI) ist der internationale Verkehrsflughafen der Hafenstadt Kisumu im kenianischen Kisumu County und der drittwichtigste und westlichste Flughafen Kenias. Er liegt direkt am Ufer des Victoriasees.

## Geschichte
Der Flughafen Kisumu wurde bereits in den 1930er Jahren als kleine Landebahn in Betrieb genommen.
Ab 2008 wurde der Flughafen ausgebaut, um auch durch größere Flugzeuge, wie die Boeing 747, genutzt werden zu können. Dies wurde getan um Barack Obama, dessen Vorfahren aus der Region stammen, empfangen zu können.
Im Jahr 2012 wurde der frühere Regionalflughafen zum internationalen Flughafen, nachdem er für 3 Milliarden Kenia-Schilling ausgebaut wurde.

## Zwischenfälle
- Am 11. Juli 1945 stürzte eine Douglas DC-3/C-47A-1-DK der Südafrikanischen Luftstreitkräfte (Luftfahrzeugkennzeichen SAAF 6812) nach dem Start vom Flughafen Kisumu in den Victoriasee. Alle 28 Insassen, vier Besatzungsmitglieder und 24 Passagiere, kamen ums Leben.[4]

## Galerie

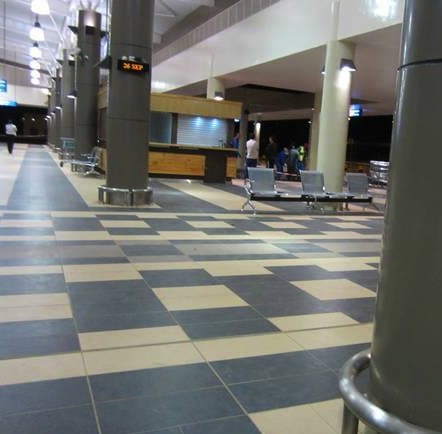
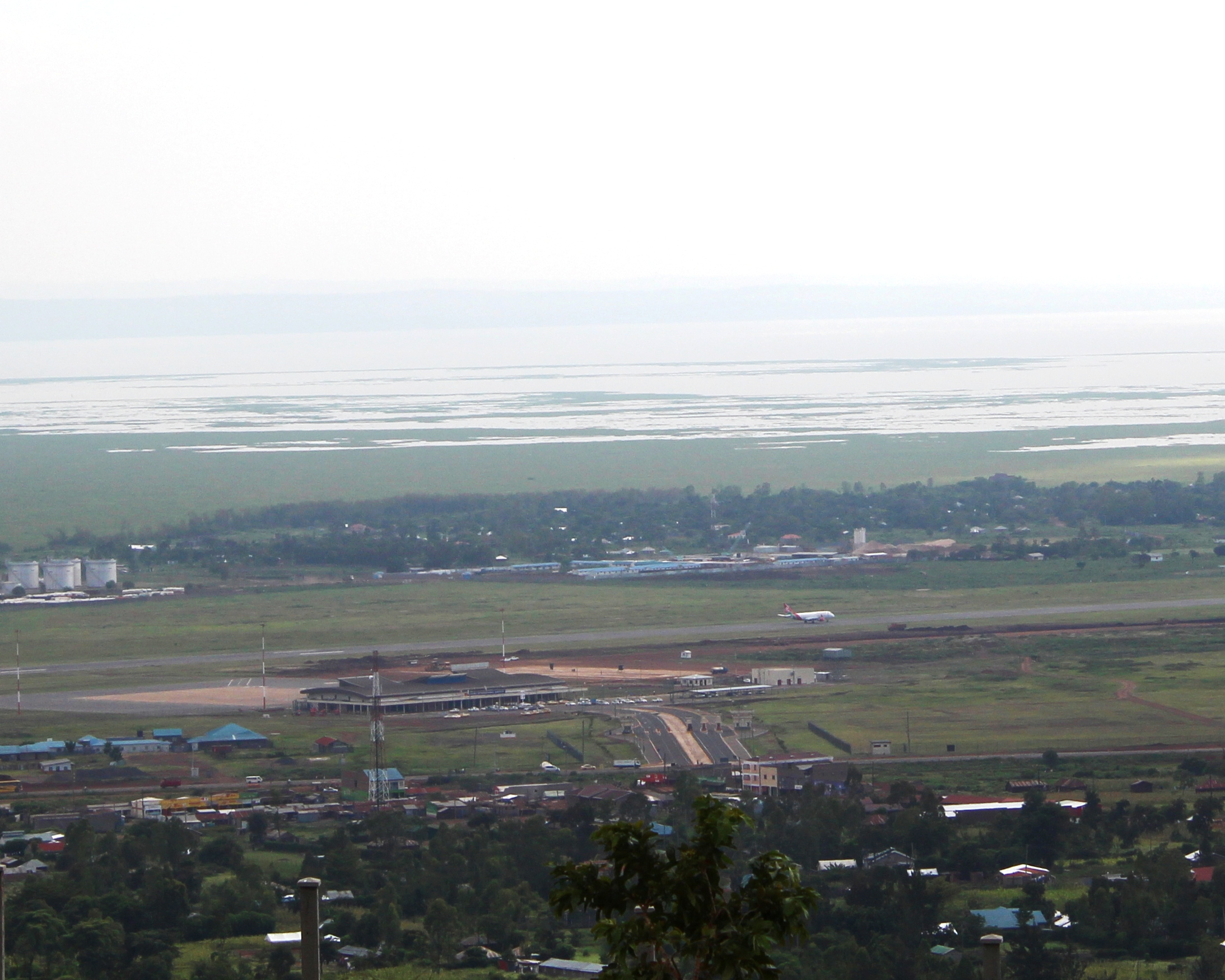
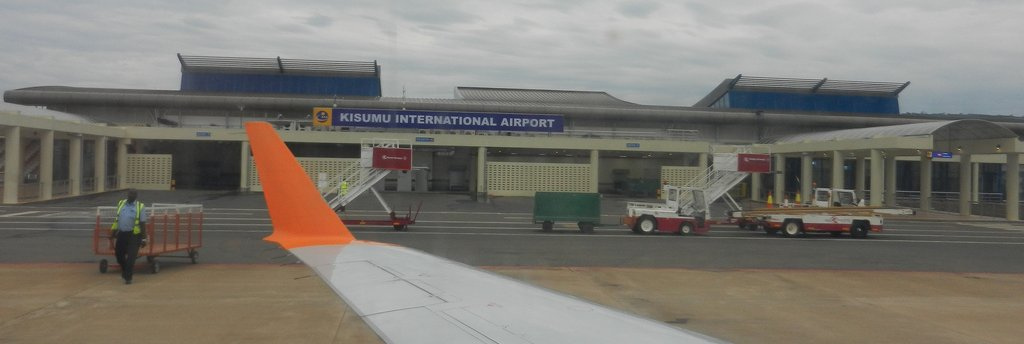